# Incidente di Salonicco
L'incidente di Salonicco fu un grave incidente diplomatico scoppiato il 6 maggio 1876 dopo che una folla uccise i consoli di Francia e Germania, Jules Moulin e Henry Abbot, nella città ottomana di Salonicco. Dopo che una giovane donna di origine bulgara e cristiana, convertita all'Islam fu rapita da un gruppo di uomini cristiani, una folla inferocita tentò di recuperare la donna e uccise Moulin e Abbott quando non riuscì a trovarla. Ne seguì un contraccolpo diplomatico, che portò a dimostrazioni di forza e alle riforme nell'Impero ottomano.

## Contesto

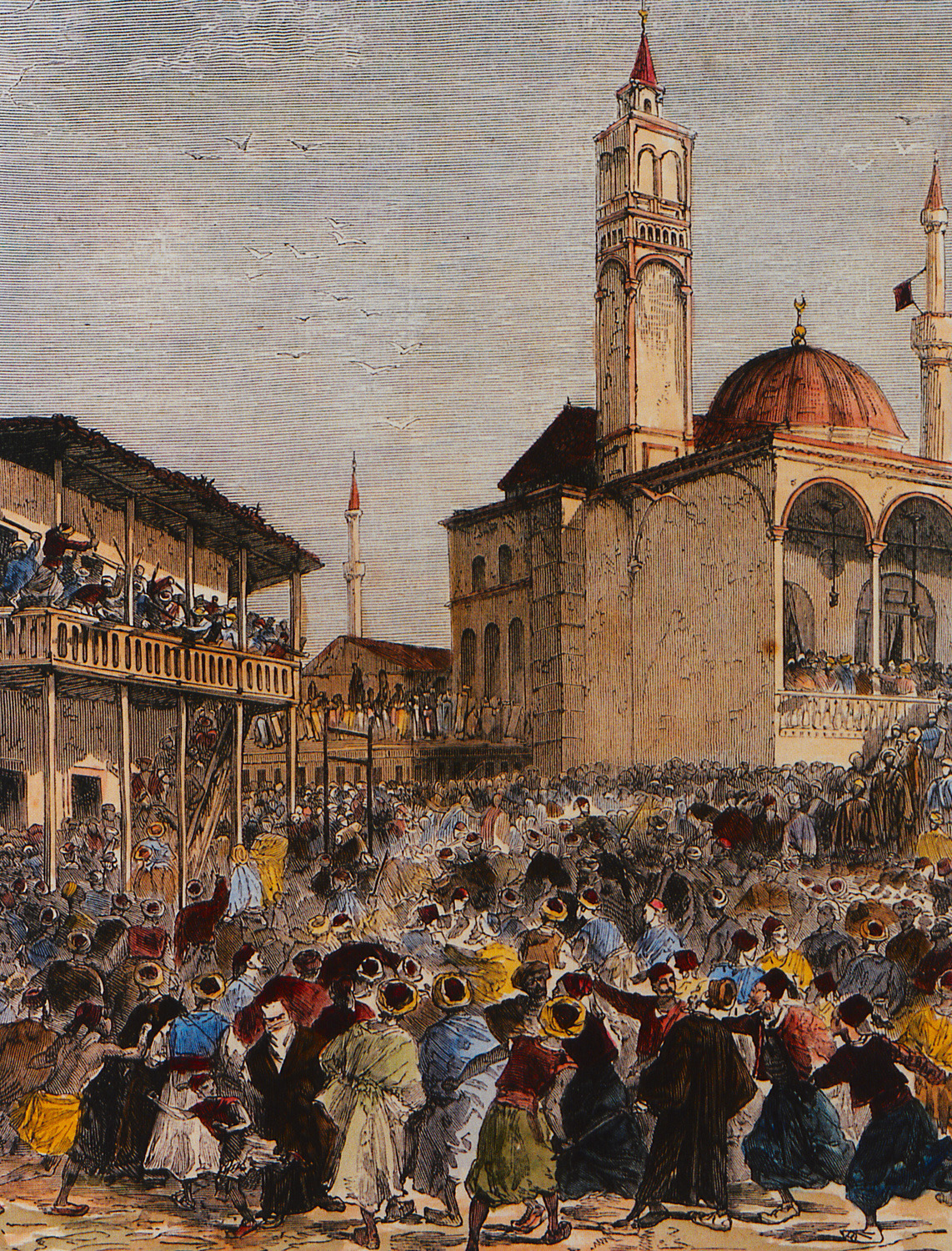
Illustrazione nell'Illustrated London News

Nel 1820, nell'Impero ottomano si verificarono una serie di incidenti che portarono alla morte di cristiani, in particolare il massacro di Costantinopoli del 1821, che segnò l'opinione pubblica europea. Le minacce del bashi-bazouk  aggravarono questo sentimento nei decenni successivi. Il 15 giugno 1858, i disordini a Jeddah, che si credeva fossero stati istigati da un ex capo della polizia in reazione alla politica britannica nel Mar Rosso, portarono al massacro di 25 cristiani, inclusi i consoli britannici e francesi, membri delle loro famiglie e ricchi mercanti greci, causando un bombardamento di rappresaglia di due giorni dalla fregata britannica HMS Cyclops. Anche il declinante Impero ottomano faceva sempre più affidamento sugli investimenti e sui prestiti europei anche per le spese quotidiane, cosa che creava risentimento per l'opinione pubblica europea poiché si percepiva l'idea che i fondi venivano sperperati in progetti inefficienti e nella corruzione, contribuendo alla scarsa immagine dell'Impero. Infine, la Sublime Porta stava entrando in un periodo di tale instabilità politica che il 1876 sarebbe diventato noto come "l'anno dei tre sultani".
A quel tempo, un notabile bulgaro, Pericle Hajji Lazzaro, fungeva da console degli Stati Uniti a Salonicco. Il console tedesco a Salonicco era Sir Henry Abbott, un suddito britannico di fede cristiana ortodossa. I suoi fratelli erano George Abbott e Alfred Abbott. Il console francese era Jules Moulin. Egli aveva sposato la sorella di Henry Abbott, e quindi erano tutti uniti da legami familiari.
Il 3 maggio 1876, una donna di 16 anni di nome Stephana fu rapita da diverse donne. Stephana, proveniente da Bogdanitsa, vicino Gevgelija, era di origine bulgara e cristiana, ma si era convertita all'Islam contro la volontà della sua famiglia. Stephana si unì a una vicina famiglia turca e musulmana, che l'accolse nella loro casa e le propose di portarla a Salonicco per completare le pratiche amministrative che avrebbero ufficialmente sancito la sua conversione all'Islam. Per fare ciò, la legge ottomana richiedeva al convertito di comparire davanti a un consiglio locale e testimoniare che stava abbracciando l'Islam liberamente, in quanto adulto sano e senza coercizione. I turchi diedero a Stephana un abito tradizionale, composto da un cappotto completo e un velo, e la portarono a Gevgelija dove avrebbe preso il treno per Salonicco. Quando il treno si fermò a Karasuli, la madre di Stephana, Maria, era lì e riconobbe sua figlia, che cercò di convincere a non portare avanti la sua conversione all'Islam.
Il treno arrivò a Salonicco la mattina del 5 maggio. Quando Stephana domandò ai poliziotti di accompagnarla alla residenza del governatore, sua madre chiese aiuto agli astanti cristiani; poiché il giorno era una festa greca, un gruppo di 150 cristiani si trovava alla stazione, incluso George Abbott, e attaccarono i compagni di Stephana. La presero, le tolsero i vestiti tradizionali turchi, la misero in una carrozza e la portarono alla residenza di Hajji Lazzaro.
Il giorno successivo, una folla si riunì per chiedere che al Console di consegnare loro Stephana.

## Incidente
La mattina del 6 maggio, una folla iniziò a radunarsi davanti alla residenza del Governatore. Mentre le voci si scatenavano, la gente diventò irrequieta, spingendo il capo della polizia, il colonnello Salim Bey, a invocare di calmarsi e di disperdersi. Le autorità tentarono di riportare la calma affermando che Stephana sarebbe stata liberata a breve, ma con il passare delle ore il governatore rimase a mani vuote e la massa, che si trasformò in una folla inferocita, si appellò di marciare sul consolato degli Stati Uniti e liberare Stephana con la forza.
Intorno alle 15:00 del 6 maggio, i consoli di Francia e Germania, Abbott e Moulin, vennero a sapere del trambusto in città. Decisero di andare dal governatore, Mehmed Refet Pasha, o per negoziare ulteriormente sulla conversione di Stephana o per valutare la situazione sul campo. Abbott e Moulin si trovarono circondati dalla folla e condotti in un edificio adiacente a una moschea, dove trovarono un precario rifugio dalla folla e la protezione molto relativa di un manipolo di poliziotti. Abbott scrisse quindi una lettera a Hajji Lazzaro, esortandolo a rilasciare immediatamente Stephana, ma la folla fermò il messaggero e distrusse la lettera. Vedendo che la lettera risultava inefficace e che le autorità non avevano assistenza né dagli artiglieri della cittadella né dalle forze della marina della corazzata Iclaliye ancorata nel porto, Abbott scrisse un secondo messaggio a suo fratello.
Nel frattempo, il console britannico J.E. Blunt, venendo a conoscenza dell'incidente in corso, inviò un suo messaggio ai fratelli di Abbott e si precipitò sul luogo dell'incidente. Lì, testimoniando la gravità della situazione, scrive un altro messaggio a Hajji Lazzaro, esortandolo anche lui a condurre Stephana alla moschea.
Dopo tre quarti d'ora, la folla iniziò a irrompere nella stanza dove i consoli erano circondati, smuovendo le sbarre di ferro che proteggevano le finestre. La folla invase l'edificio, fece irruzione nella stanza e linciò Abbott e Moulin con le stesse sbarre di ferro, davanti a Mehmed Refet Pasha, Salim Bey e alcuni poliziotti, che furono impotenti nel proteggere i consoli. Dopo l'uccisione dei due uomini i cadaveri furono ulteriormente mutilati.
Poco dopo arrivarono i poliziotti, scortando Stephana. Quando i rivoltosi confermarono la sua identità, la folla si disperse. La folla cessò così di minacciare i quartieri cristiani della città e permise al Pascià di estendere la sua protezione ad Hajji Lazzaro. Blunt telegrafò la notizia dell'incidente e degli omicidi all'ambasciata britannica a Costantinopoli e, avvertendo che le autorità locali non disponevano delle forze necessarie per mantenere l'ordine, chiese la protezione della Royal Navy.

## Conseguenze
I governi d'Europa strumentalizzarono l'incidente per mettere in imbarazzo l'Impero ottomano, emettendo un ultimatum di richieste per apporre miglioramenti nella sicurezza degli stranieri, nonché per condurre punizioni dure e rapidi sui responsabili. Le navi da guerra furono schierate nel Mediterraneo come dimostrazione di forza per sostenere le richieste.
Al 14 maggio, il porto di Salonicco ospitava le navi da guerra ottomane Edirne, Iclaliye, Selimiye, Sahir e Muhbîr-i Surure; le greche Salaminia e Vasilefs Georgios; le francesi Gladiateur e Châteaurenault; le britanniche HMS Bittern e Swiftsure; la russa Ascold; e l'italiana Regina Maria Pia, e anche un'altra cannoniera italiana.

Il sultano sostituì Refat Pasha con lo Sherif Pasha come governatore e inviò truppe per mantenere l'ordine. Furono arrestate 50 persone, di cui sei giustiziate pubblicamente senza processo. Diversi funzionari pubblici furono retrocessi e alcuni vennero condannati ai lavori forzati. L'Impero ottomano pagò inoltre 40 000 sterline inglesi di risarcimento alle famiglie delle vittime.